# 南洋假脉蕨
南洋假脉蕨（学名：Crepidomanes bipunctatum），又名圆唇假脉蕨，为膜蕨科假脈蕨属下的一个种，分佈于東亞及馬達加斯加等地的濕熱帶地區。

## 扩展阅读
- 維基物種上的相關：南洋假脉蕨